# Koolu
Koolu es un proyecto empezado por Andrew Greig y Jon Hall, cuyo propósito es crear una computadora de baja potencia para implementar software libre y código abierto. El hardware está basado en CPU AMD Geode. La empresa Canadiense precargó en silencio con Ubuntu las computadoras.